# 大頭高鰈
大頭高鰈為輻鰭魚綱鰈形目鰈亞目鰈科的其中一種，為熱帶海水魚，分布於東太平洋加利福尼亞灣海域，棲息在底層水域，生活習性不明。

## 扩展阅读
維基物種上的相關：大頭高鰈